# Toni Pavičić-Donkić
Toni Pavičić Donkić (Vrbanj, 27. veljače 1968.) hrvatski je plivač maratonac.

## Sportska karijera
Plivački put započinje 1981. godine u Plivačkom klubu Faros iz Starog Grada, a 1988. godine prelazi u Splitski Jadran.
Bio je važan dio nezaboravne Jadranove štafete, jedne od navećih u povijesti Hrvatskog plivanja, u sastavu: Tomislav Karlo, Miloš Milošević, Miro Žeravica, Toni Pavičić–Donkić.
Svoje prve veće uspjehe ostvario je 1984. godine na Juniorskom je prvenstvu Hrvatske osvojivši 6 medalja, od kojih 2 zlatne, na 200 i 400 m slobodno. Iste godine na maratonu u Veneciji (10 km) osvojio je 3. mjesto, u Šapcu (19 km) 2., a na Farosu 4. mjesto. Kruna tog razdoblja bila je pobjeda 1987. godine na jezeru Trassimeno (Italija) na 20 km.
Od 1983. do 1995. bio je višestruki prvak i rekorder Hrvatske u raznim disciplinama od 50 m do daljinskog plivanja na 16 km (39 puta) i bivše Jugoslavije (7 puta), te višestruki reprezentativac Hrvatske i Jugoslavije. Ostvario je više od pedeset pobjeda na maratonima u zemlji i svijetu, od maratona Preko-Zadar do poznatog međunarodnog maratona Sutomore-Bar kojeg je osvojio čak 3 puta.
Bio je prvi prvak Hrvatske u daljinskom plivanju na 16 km 1991. godine.
Na Faros maraton-u nastupio je ukupno 12 puta, prvi put 1982. a posljednji 2019., po čemu je rekorder među plivačima iz Hrvatske. Najbolji plasman mu je bio 3. mjesto 1995. godine.
2004. godine je prvi preplivao Viški kanal od Visa do Hvara (24 km) za 6 sati i 54 minute. 2005. godine je pobijedio na poznatom maratonu na jezeru Zürisee (27 km) u Švicarskom Zürichu i tako postao međunarodni prvak Švicarske.
2006. godine je kao drugi Hrvat preplivao La Manche (36-40 km) sa 7. rezultatom te godine u svijetu od 9 sati i 45 minuta, pod teškim uvjetima i temperaturi mora od samo 15° C. 2007. godine je kao prvi Hrvat preplivao drugi najpoznatiji kanal na svijetu Gibraltar (16 km) u vremenu od 3 sata i 9 minuta što je tada bio 4. rezultat u povijesti. Ovime je ujedno postao i prvi Hrvat koji je plivajući spojio Europu i Afriku.
Nastupao je na Masters Svjetskim prvenstvima u Perthu 2008., Riccioneu 2012., Montrealu 2014. i Balatonu 2017., te Europskim Masters prvenstvima u Kranju 2006., Cadizu 2009. i Bledu 2018.
U svojoj karijeri nastupao je za sljedeće klubove: Plivački klub Faros, Plivački klub Jadran, Aquatic Masters Team (Zürich)i Faros Sport .

## Nagrade i priznanja
Za uspješno preplivavanje Gribraltara 2007. godine kao prvi Hrvat kojem je to uspjelo, je od Hrvatskog olimpijskog odbora dobio Nagradu za sportski pothvat godine.
12 puta je proglašavan najboljim sportašem otoka Hvara, a više puta je bio kandidat i za sportaša Dalmacije.
1990. godine dobio je priznanje Grada Splita za izuzetne uspjehe u sportu, a 2006. godine posebno priznanje Grada Staroga Grada za postignut uspjeh na La Mancheu.
2009. godine je izdana njegova knjiga o preplivavanju La Manchea pod nazivom "Mt.Everest Horizontal".

## Ostalo
Bavi se slikanjem te je imao nekoliko zapaženih samostalnih i skupnih izložbi u Švicarskoj, Italiji i Hrvatskoj.
Oženjen je i otac dvoje djece. Nakog dugogodišnjeg života i rada u Švicarskoj (Zürich) sada živi u Jelsi na svom rodnom otoku.

## Vanjske poveznice
- https://www.briskula.ch/  Arhivirana inačica izvorne stranice od 16. prosinca 2019. (Wayback Machine)
- https://www.facebook.com/tonipavicicdonkic